# آرامگاه ابوبکر وراق
آرامگاه ابوبکر وراق مربوط به اوایل دوره پهلوی است و در شهرستان خواف، بخش مرکزی، دهستان میان خواف، روستای خرگرد واقع شده و این اثر در تاریخ ۲۷ اسفند ۱۳۸۶ با شمارهٔ ثبت ۲۲۳۰۳ به‌عنوان یکی از آثار ملی ایران به ثبت رسیده است.